# Brough Superior SS100
La Brough Superior SS 100 è una motocicletta progettata e costruita da George Brough a Nottingham nel 1924. Ogni esemplare veniva prodotto per soddisfare dei requisiti specifici del cliente (ad esempio ogni manubrio era realizzato a mano), unendo telai prodotti dalla Brough con motori forniti da altri costruttori; furono 69 le SS100 prodotte nel 1925 al costo di 170 sterline dell'epoca.

## Il contesto
La moto, dopo che una rivista dell'epoca l'aveva così definita, veniva pubblicizzata dalla Brough, senza il permesso della casa automobilistica, come la Rolls-Royce delle motociclette ed ogni motocicletta aveva una velocità garantita di 100 miglia oraria (160 km/h), da cui la sigla 100 che la contraddistingue. 
La SS100 (Super Sports 100) fu realizzata utilizzando componenti scelti tra molti differenti fornitori. Il primo motore, utilizzato tra il 1924 e il 1936, era un KTOR della JAP, costruito da J.A. Prestwich e progettato da Val Page, a V con doppio albero a camme. Dal 1936 venne utilizzato un motore Matchless modificato. Il cambio era il 4-STUD a tre marce della Sturmey-Archer. La Brough aveva sviluppato delle caratteristiche della forcella Harley-Davidson e ne produceva una propria versione prodotta dalla Castle Fork and Accessories Company che univa un peso leggero con la resistenza; ciò la fece diventare una delle componenti principali per rendere molto maneggevole la SS100

## Sviluppo

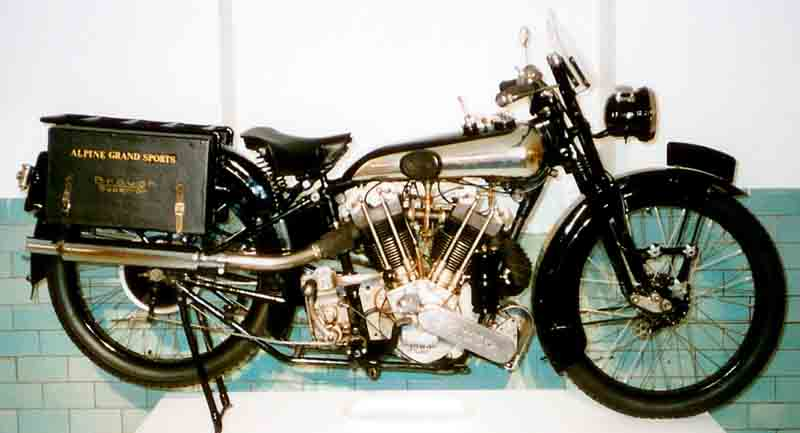
Una SS100 Alpine Grand Sport del 1925

La Alpine Grand Sport venne presentata nel 1925 al Motorcycle Show ed era una SS100 con tutte le caratteristiche per il turismo. Nello stesso anno la Brough Superior produsse un modello da gara, la Pendine Racing Model, così chiamata dopo che a Pendine Sands Malcolm Campbell aveva ottenuto diversi record del mondo di velocità, che raggiungeva i 180 km/h e che aveva una altezza da terra maggiore.
Ogni acquirente era incoraggiato dalla Brough a suggerire idee proprie per lo sviluppo della SS100 cosa che significava che tutte le moto erano esemplari unici prodotti a mano e che il loro progetto era in costante evoluzione. Il cambio Sturmey-Archer venne migliorato nel 1929 per tre marce con una scatola super pesante che potesse reggere la potenza di 50 hp che ora il motore JAP produceva. Nel 1928 la casa introdusse la sospensione posteriore e nel 1934 la Alpine Grand Sport arrivò ad una potenza di 75 hp con il motore JAP a valvole in testa. Questo motore era conosciuto per avere due di tutto come due magneti o due pompe dell'olio. Il cambio a pedale venne introdotto nel 1935 e l'anno successivo venne montato un cambio Norton a quattro marce. Lo sviluppo di ogni Brough Superior venne interrotto allo scoppio della seconda guerra mondiale quando la casa passò a produrre materiali bellici.
Lo sviluppo della SS100 è avvenuto per mezzo delle competizioni e durante gli anni '20 questa moto si è affermata in oltre 50 eventi e H. LeVack, che lavorava nella Brough nel settore sviluppo, conquistò sette record mondiali. Nel 1927 Brough e Freddie Dixon conquistarono entrambi il record delle 130 miglia orarie (210 km/h) sul chilometro in sella ad una SS100. Nel 1928 la Brough superò il suo stesso record arrivando alla velocità di 130,6 miglia orarie (210,2 km/h). Nel 1932 Ronald Storey raggiunse la velocità di 81,08 miglia percorrendo mezzo miglio a Brighton. Nel 1939 Noel Pope si assicurò il record di tutti i tempi a Brooklands raggiungendo la velocità di 124,51 miglia orarie (200,38 km/h) sempre in sella ad una SS100

## T. E. Lawrence

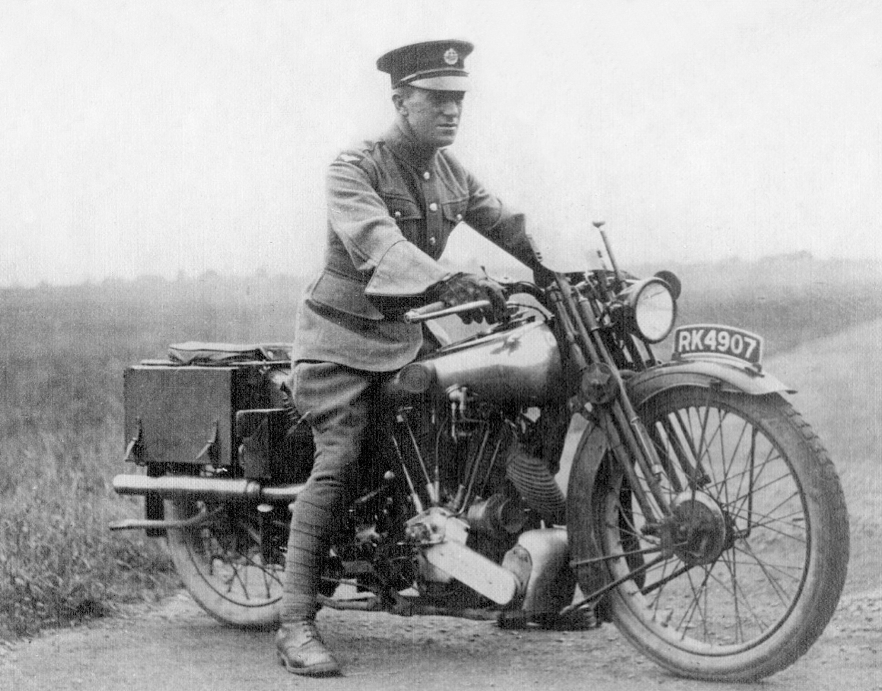
Lawrence in sella alla sua SS100

T.E. Lawrence (conosciuto come Lawrence d'Arabia) acquistò una delle prime SS100 nel 1925 dopo avere posseduto tre SS80. L'incidente che ha posto fine alla sua vita accadde mentre percorreva,  su un'altra SS100, una strada stretta nei pressi di un cottage vicino Wareham nel 1935. L'incidente fu causato da un dosso della strada che non gli permise di vedere due ragazzi che sopraggiungevano in bicicletta; nel tentativo di evitarli Lawrence perse il controllo della moto e venne sbalzato oltre il manubrio. 
Non indossava il casco e restò ferito in modo grave tanto che entrò in coma. Morì dopo sei giorni di ospedale. Uno dei dottori era il neurochirurgo Hugh Cairns che iniziò un lungo studio sulle morti causate da ferite alla testa nei motociclisti, ricerche che portarono all'uso del casco sia per i motociclisti civili che militari. Quindi come conseguenza dell'incidente di Lawrence, le ricerche di Hugh Cairns hanno salvato molte vite.
L'ultima SS100 posseduta da Lawrence (GW 2275) venne costruita nel 1932 e dopo essere stata esposta al National Motor Museum di Beaulieu, Hampshire è in mostra all'Imperial War Museum di Londra.

## Altre informazioni
Il 27 aprile del 2008 allo Stafford Motorcycle Show la casa d'aste Bonhams ha venduto una Brough Superior SS100 del 1934 a 166.500 sterline - valore che stabilisce un record mondiale per una britannica in un'asta. 
Un nuovo record di vendita è stato stabilito il 22 ottobre 2010 quando una Brough Superior SS100 del 1929 è stata venduta all'Haynes International Motor Museum. La moto ha raggiunto il valore di 286.000 sterline.